# Arnold Jenny
Arnold Albert Jenny (* 20. Juli 1831 in Langenbruck, Kanton Basel-Landschaft; † 16. August 1881 in Solothurn) war ein Schweizer Maler.

## Leben und Werk

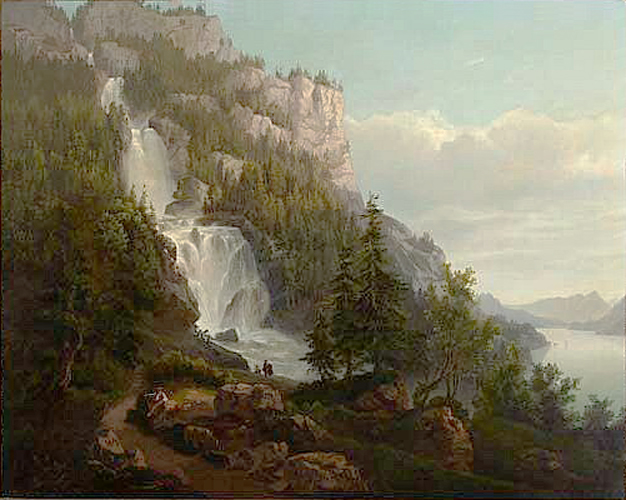
Alpenlandschaft mit Wasserfall

Jennys Familie beschloss um 1832/1833, offenbar aus Anlass der Basler Kantonstrennung, nach Amerika zu ziehen. Die Mutter starb kurz vor der geplanten Abreise; der Vater wanderte ohne seine sieben Kinder aus.
Arnold Jenny musste sich auf Sennhöfen verdingen und arbeitete später, ohne eine Lehre absolviert zu haben, als Flachmaler. Als Autodidakt kopierte er nach guten Vorbildern und schuf sich mit seinen Werken in Langenbruck einen Namen. So porträtierte er verschiedene Personen und malte für das Foyer des Kurhauses in Langenbruck vier Wandgemälde mit Fantasielandschaften im Durchmesser von 90 cm im Stil der spätromantischen Landschaftsmalerei. Als das Kurhaus 1981 abgerissen wurde, wurden die vier Wandgemälde gerettet und der Denkmalpflege übergeben.
Jenny verliess 1854 Langenbruck und lebte bis zu seinem Tod in Solothurn bei seinem Bruder Heinrich Jenny, auch Postheiri genannt, mit dem er auch zusammenarbeitete.

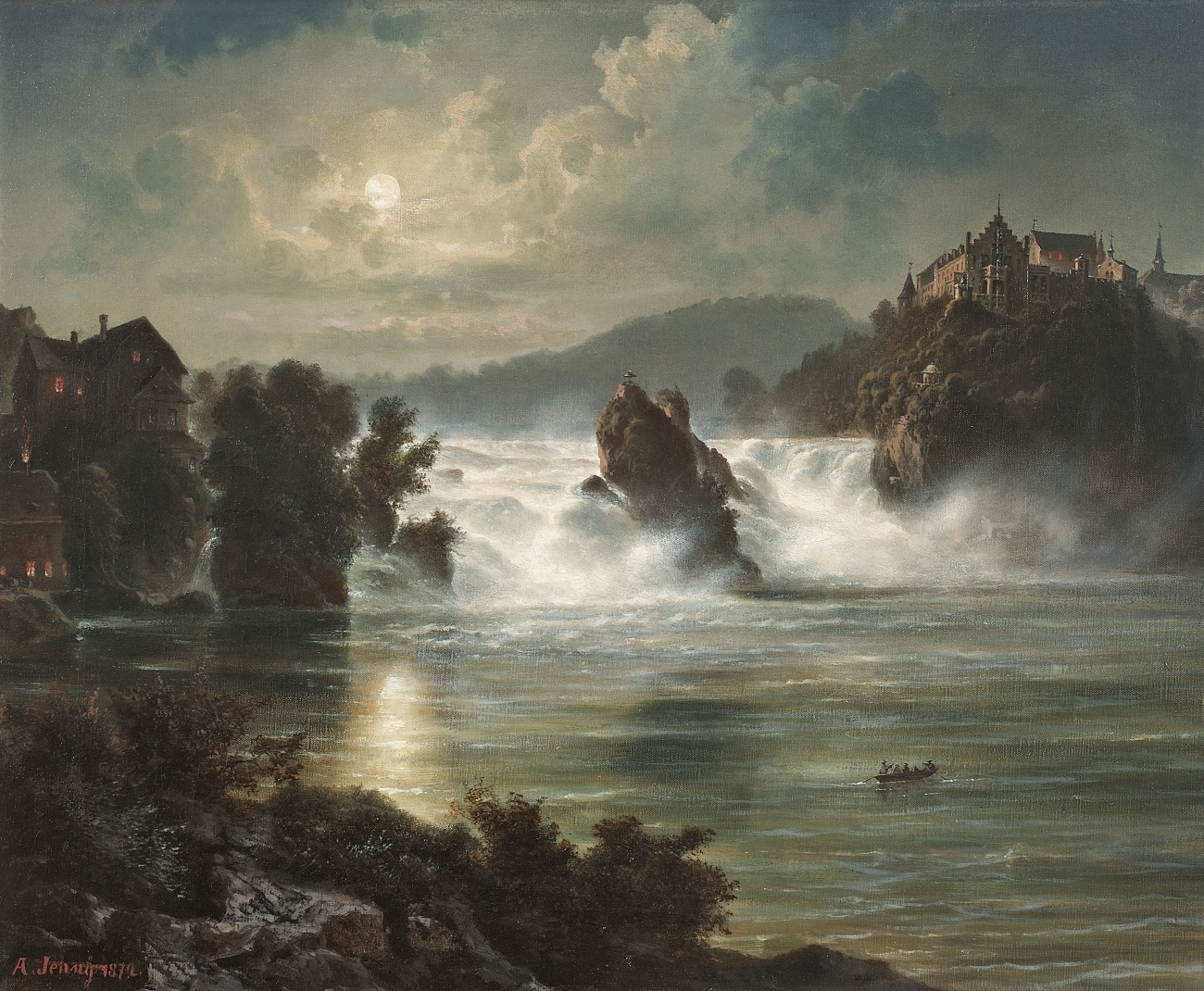
Rheinfall in Schaffhausen

In dieser Zeit malte er serienmässige Ansichten des Rheinfalls bei Schaffhausen. Jenny beteiligte sich 1867 an der Turnusausstellung des «Schweizerischen Kunstvereins» mit dem Alpenlandschaftsbild Sonnenaufgang an der Jungfrau und nochmals 1871 mit dem Alpenlandschaftsbild Sturmeffekt am Wetterhorn sowie mit zwei Ansichten des Lauerzersees.